# Reinhard Skricek
Reinhard Skricek (ur. 4 stycznia 1948 w Ringelai) – niemiecki bokser, medalista igrzysk olimpijskich w 1976. Podczas swojej kariery reprezentował Republikę Federalną Niemiec.
Startował w kategorii półśredniej (do 67 kg). Wystąpił w tej wadze na mistrzostwach świata seniorów w 1974 w Hawanie dochodząc do ćwierćfinału, w którym pokonał go Zbigniew Kicka.
Zdobył brązowy medal w wadze półśredniej na igrzyskach olimpijskich w 1976 w Montrealu po wygraniu trzech walk (w tym z późniejszym zawodowym mistrzem świata Mikiem McCallumem z Jamajki) i porażce w półfinale z późniejszym wicemistrzem olimpijskim Pedro Gamarro.
Był wicemistrzem RFN w kategorii półśredniej w 1968, 1973 i 1976.